# La Serra de Dalt (Lladurs)
La Serra de Dalt és una masia del poble de la Llena que pertany administrativament al municipi de Lladurs, a la comarca catalana del Solsonès. Es troba a pocs metres de la masia de la Serra de Baix.